# 8,8 cm KwK 36
8,8 cm KwK 36 (Kampfwagenkanone 36 – działo czołgowe wzór 36) to niemiecka armata czołgowa z okresu II wojny światowej stanowiąca główne uzbrojenie czołgu PzKpfw VI Tiger.

## Konstrukcja
Pod wieloma względami konstrukcja KwK 36 jest praktycznie identyczna do armat przeciwlotniczych Flak 18/Flak 36, armata KwK mogła używać amunicji przeznaczonej do dział Flak 18/36, wszystkie te armaty miały te same właściwości balistyczne i długość lufy wynoszącą 56 kalibrów. Zamek KwK był typu półautomatycznego, po oddanym strzale pusta łuska po pocisku była automatycznie wyrzucana, a zamek pozostawał otwarty.
KwK 36 była jedną z najlepszych armat przeciwpancernych produkowanych w okresie II wojny światowej. Była bronią niezwykle celną, o bardzo płaskiej trajektorii lotu pocisku – oznaczało to, że nawet jeśli odległość do celu została źle oceniona, to wystrzelony pocisk i tak najprawdopodobniej trafiał w cel. Podczas brytyjskich prób przeprowadzonych w czasie wojny na zdobycznej broni, testujący armatę artylerzyści potrafili trafić pięć razy z rzędu w cel wielkości 16 na 18 cali (40 na 50 cm) z odległości 1200 jardów (1080 m).

## Amunicja
Wszystkie podane grubości przebijanego pancerza odnoszą się do płyty pancernej o nachyleniu 30°.

### Pzgr. 39
Pocisk przeciwpancerny z czepcem i czepcem balistycznym z dodatkowym ładunkiem wybuchowym i smugaczem.
- masa pocisku: 10,2 kg
- prędkość wylotowa: 773 m/s
- masa ładunku wybuchowego: 0,06 kg

|           |                    | Prawdopodobieństwo trafienia w cel 2,5 na 2 m | Prawdopodobieństwo trafienia w cel 2,5 na 2 m |
| Odległość | Przebijany pancerz | warunki poligonowe                            | warunki bojowe                                |
| --------- | ------------------ | --------------------------------------------- | --------------------------------------------- |
| 100 m     | 120 mm             | 100%                                          | 100%                                          |
| 500 m     | 110 mm             | 100%                                          | 100%                                          |
| 1000 m    | 99 mm              | 100%                                          | 93%                                           |
| 1500 m    | 91 mm              | 98%                                           | 74%                                           |
| 2000 m    | 83 mm              | 87%                                           | 50%                                           |
| 2500 m    | n/a                | 71%                                           | 31%                                           |
| 3000 m    | n/a                | 53%                                           | 19%                                           |

### Pzgr. 40
Pocisk przeciwpancerny z rdzeniem wolframowym.
- masa pocisku: 7,3 kg
- prędkość wylotowa: 930 m/s

|           |                    | Prawdopodobieństwo trafienia w cel 2,5 na 2 m | Prawdopodobieństwo trafienia w cel 2,5 na 2 m |
| Odległość | Przebijany pancerz | warunki poligonowe                            | warunki bojowe                                |
| --------- | ------------------ | --------------------------------------------- | --------------------------------------------- |
| 100 m     | 171 mm             | 100%                                          | 100%                                          |
| 500 m     | 156 mm             | 100%                                          | 100%                                          |
| 1000 m    | 138 mm             | 100%                                          | 93%                                           |
| 1500 m    | 123 mm             | 97%                                           | 74%                                           |
| 2000 m    | 110 mm             | 89%                                           | 47%                                           |
| 2500 m    |                    | 78%                                           | 34%                                           |
| 3000 m    |                    | 66%                                           | 25%                                           |

### Gr. 39
Pocisk kumulacyjny.
- masa pocisku: 7,65 kg
- prędkość wylotowa: 600 m/s

|           |                    | Prawdopodobieństwo trafienia w cel 2,5 na 2 m | Prawdopodobieństwo trafienia w cel 2,5 na 2 m |
| Odległość | Przebijany pancerz | warunki poligonowe                            | warunki bojowe                                |
| --------- | ------------------ | --------------------------------------------- | --------------------------------------------- |
| 100 m     | 90 mm              | 100%                                          | 100%                                          |
| 500 m     | 90 mm              | 100%                                          | 98%                                           |
| 1000 m    | 90 mm              | 94%                                           | 62%                                           |
| 1500 m    | 90 mm              | 72%                                           | 34%                                           |
| 2000 m    | 90 mm              | 52%                                           | 20%                                           |
| 2500 m    | 90 mm              | n/a                                           | n/a                                           |
| 3000 m    | 90 mm              | n/a                                           | n/a                                           |